# ميشيل غوليت
ميشيل غوليت هو لاعب هوكي الجليد كندي، ولد في 21 أبريل 1960 في بيريبونكا في كندا.

## وصلات خارجية
- ميشيل غوليت على موقع دوري الهوكي الوطني (الإنجليزية)
- ميشيل غوليت على موقع EliteProspects.com (الإنجليزية)
- ميشيل غوليت على موقع Eurohockey.com (الإنجليزية)
- ميشيل غوليت على موقع HockeyDB.com (الإنجليزية)
- ميشيل غوليت على موقع Hockey-Reference.com (الإنجليزية)
- ميشيل غوليت على موقع قاعة كيبيك للمشاهير الرياضية (الفرنسية)